# Peixe-pescador-das-profundezas
O  Peixe-pescador-das-profundezas (Melanocetus sp.) é um parente muito próximo do tamboril. Ele possui esse nome devido a um pedaço de sua barbatana dorsal modificada graças a um fenômeno visto em algumas outras espécies de peixes-abissais. O peixe-pescador atrai as suas presas com uma luz que tem na sua antena, a luz é produzida por uma bactéria. O peixe é da categoria Lophiiformes.

## Alimentação
Esse peixe se alimenta graças à sua vara de pescar que, por causa de sua luz, atrai os outros peixes menores e outras criaturas para perto demais de sua boca cheia de dentes afiados, essa criatura seria realmente o terror das profundezas, se ele não fosse menor que uma bola de tênis.

## Reprodução
Essa espécie possui um caso único de dimorfismo sexual entre macho e fêmea, pois, só a fêmea pesca, o macho é quatro vezes menor que a fêmea, não possui sistema digestivo, nem vara de pesca, somente olhos grandes, assim que ambos (macho e fêmea) se tornam adultos, a fêmea liberta uma grande quantidade de feromônios para atrair o macho, assim que o macho recebe esses feromônios, ele vai atrás dela (a fêmea) e se funde ao seu corpo, fertilizando os seus óvulos.
O macho tem cerca de 10 centímetros de diamêtro, enquanto a fêmea pode ter entre,20 e 40 cm.